# Ejército Nacional Vietnamita
El Ejército Nacional Vietnamita (ENV) (en vietnamita: Quân đội Quốc gia Việt Nam) (en Chữ Hán: 軍隊國家越南) (en francés: Armée Nationale Vietnamienne) fue la fuerza militar del Estado de Vietnam creada poco después de los Acuerdos del Elíseo, donde Francia reconoció el Estado de Vietnam como un país independiente gobernado por el emperador vietnamita Bảo Đại de la dinastía Nguyễn. El ENV estaba comandado por el general vietnamita Hinh y era leal al emperador Bảo Đại.

## Historia
El ENV luchó en operaciones conjuntas con el Cuerpo Expedicionario Francés en Extremo Oriente (CEFEO) de la Unión Francesa, contra las fuerzas comunistas del Việt Minh lideradas por el camarada Ho Chi Minh. Diferentes unidades dentro del ENV lucharon en una amplia gama de campañas, incluida la batalla de Nà Sản (1952), la Operación Hautes Alpes (1953), la Operación Atlas (1953) y la batalla de Dien Bien Phu (1954). No debe confundirse con una fuerza militar opositora dirigida por los comunistas, que adoptó el nombre de Ejército Nacional de Vietnam (en vietnamita: Quan đội Quốc gia Việt Nam), aproximadamente en el mismo período, pero posteriormente pasó a llamarse Fuerzas Armadas de la República Democrática de Vietnam. Con la salida del Cuerpo Expedicionario Francés en Extremo Oriente (CEFEO) de Indochina en 1956, el ENV se integró en las Fuerzas Militares de la República de Vietnam.

### Operaciones militares entre los años 1949 y 1955
El Ejército Nacional Vietnamita se creó oficialmente el 1 de enero de 1949 como las fuerzas armadas del Gobierno Central Provisional de Vietnam, un gobierno vietnamita profrancés. El ENV, inicialmente contaba con unos 25.000 soldados, entre ellos unos 10.000 combatientes irregulares, unos 1.000 oficiales franceses recibieron la tarea de entrenar y supervisar al nuevo ejército. El Estado de Vietnam fue proclamado el 2 de julio del mismo año, con el ex-emperador Bảo Đại como jefe de Estado. Las filas del ENV crecieron gradualmente a medida que el ENV luchó junto a los franceses contra el Việt Minh liderado por el líder comunista Ho Chi Minh, durante la primera guerra de Indochina. Los franceses desarrollaron la fuerza del ENV, ya que estos buscaban delegar más operaciones militares a las tropas vietnamitas. El Ejército del emperador Bảo Đại luchó junto a las fuerzas de la Unión Francesa hasta 1954 y la posterior partición de Vietnam. En 1955, el Estado de Vietnam fue disuelto y reemplazado por la República de Vietnam dirigida por el presidente Ngô Đình Diệm en el sur, y por la República Democrática de Vietnam dirigida por el presidente Ho Chi Minh en el norte. A principios de mayo, se produjo una guerra civil en la antigua Saigón, la capital de Vietnam del Sur, cuando el ENV luchó contra las fuerzas de la hermandad Bình Xuyên del general Lê Văn Viễn, en las áreas controladas por este general en la antigua Saigón. En 1956, las tropas de la Unión Francesa se retiraron de Vietnam, y la mayoría de los oficiales del ENV permanecieron en servicio en el Ejército de la República de Vietnam. Después de la Caída de Saigón en 1975, algunos se unieron a la Legión Extranjera Francesa y otros se exiliaron en Francia o en los Estados Unidos de América.

## Estructura y composición
El ejército vietnamita estaba organizado como un ejército moderno y tenía infantería, unidades de comunicaciones, unidades de inteligencia de señales, vehículos blindados de combate y lanchas de desembarco.

## Equipamiento

### Aeronaves
| Aeronave                | Fotografía | Origen  | Tipo                                       | Fabricante        |
| ----------------------- | ---------- | ------- | ------------------------------------------ | ----------------- |
| Morane-Saulnier MS-500  |            | Francia | Avión de enlaceAvión de reconocimientoSTOL | Morane-Saulnier   |
| Dassault MD 315 Flamant |            | Francia | Aeronave de transporte militar             | Dassault Aviation |

### Armas antitanque
| Nombre | Imagen | Origen         | Tipo                          | Diseñador            | Calibre |
| ------ | ------ | -------------- | ----------------------------- | -------------------- | ------- |
| Bazuca |        | Estados Unidos | Granada propulsada por cohete | US Army Signal Corps | 60 mm   |

### Armas de fuego
| Nombre                    | Imagen | Origen         | Tipo                   | Munición             | Fabricante                                                              |
| ------------------------- | ------ | -------------- | ---------------------- | -------------------- | ----------------------------------------------------------------------- |
| Smith & Wesson Modelo 10  |        | Estados Unidos | Revólver               | .38 Special          | Smith & Wesson                                                          |
| M1911                     |        | Estados Unidos | Pistola semiautomática | .45 ACP              | Colt's Manufacturing Company                                            |
| M1917 Enfield             |        | Estados Unidos | Fusil de cerrojo       | .30-06 Springfield   | Winchester Repeating Arms CompanyRemington ArmsBaldwin Locomotive Works |
| Springfield M1903         |        | Estados Unidos | Fusil de cerrojo       | .30-06 Springfield   | Springfield Armory                                                      |
| MAS-36                    |        | Francia        | Fusil de cerrojo       | 7,5 × 54 mm Francés  | Manufacture d'Armes de Saint-Etienne                                    |
| Fusil Lebel Modelo 1886   |        | Francia        | Fusil de cerrojo       | 8 mm Lebel           | Manufacture d'armes de Châtellerault                                    |
| Lee-Enfield               |        | Reino Unido    | Fusil de cerrojo       | .303 British         | Royal Small Arms Factory                                                |
| Mauser Kar 98k            |        | Alemania       | Fusil de cerrojo       | 7,92 × 57 mm         | Mauser                                                                  |
| Carabina M1               |        | Estados Unidos | Carabina               | .30 Carbine          | General Motors                                                          |
| M1 Garand                 |        | Estados Unidos | Fusil semiautomático   | .30-06 Springfield   | Springfield Armory                                                      |
| Fusil automático Browning |        | Estados Unidos | Fusil automático       | .30-06 Springfield   | Browning Arms Company                                                   |
| Subfusil M3               |        | Estados Unidos | Subfusil               | .45 ACP              | General Motors                                                          |
| Subfusil Thompson         |        | Estados Unidos | Subfusil               | .45 ACP              | Colt's Manufacturing Company                                            |
| MAT-49                    |        | Francia        | Subfusil               | 9 × 19 mm Parabellum | Manufacture Nationale d'Armes de Tulle                                  |
| MP40                      |        | Alemania       | Subfusil               | 9 × 19 mm Parabellum | Erfurter Maschinenfabrik                                                |
| MAC M1924/29              |        | Francia        | Ametralladora ligera   | 7,5 × 54 mm Francés  | Manufacture d'Armes de Châtellerault                                    |
| Browning M1919            |        | Estados Unidos | Ametralladora media    | .30-06 Springfield   | General Motors                                                          |
| Browning M2               |        | Estados Unidos | Ametralladora pesada   | 12,7 × 99 mm OTAN    | General Dynamics                                                        |

### Artillería remolcada
| Nombre                         | Imagen | Origen         | Tipo           | Calibre  |
| ------------------------------ | ------ | -------------- | -------------- | -------- |
| Obús M101                      |        | Estados Unidos | Obús remolcado | 105 mm   |
| Cañón Ordnance QF de 25 libras |        | Reino Unido    | Obús remolcado | 87.63 mm |

### Automóviles blindados
| Nombre       | Imagen | Origen         | Tipo                                                | Fabricante         |
| ------------ | ------ | -------------- | --------------------------------------------------- | ------------------ |
| M8 Greyhound |        | Estados Unidos | Automóvil blindadoCazacarrosReconocimiento blindado | Ford Motor Company |

### Cascos
| Nombre      | Imagen | Origen         | Tipo             |
| ----------- | ------ | -------------- | ---------------- |
| Casco M1    |        | Estados Unidos | Casco de combate |
| Casco M1951 |        | Francia        | Casco de combate |

### Comunicaciones
| Nombre  | Imagen | Origen         | Tipo          | Fabricante        |
| ------- | ------ | -------------- | ------------- | ----------------- |
| SCR-300 |        | Estados Unidos | Walkie-talkie | Motorola Mobility |
| SCR-536 |        | Estados Unidos | Walkie-talkie | Motorola Mobility |

### Granadas
| Nombre       | Imagen | Origen         | Arma            | Tipo                     | Explosivo  |
| ------------ | ------ | -------------- | --------------- | ------------------------ | ---------- |
| Granada Mk 2 |        | Estados Unidos | Granada de mano | Granada de fragmentación | TNTCordita |

### Lanchas de desembarco
| Nombre                    | Imagen | Origen         | Tipo                               |
| ------------------------- | ------ | -------------- | ---------------------------------- |
| Lancha de desembarco LCI  |        | Estados Unidos | Lancha de desembarco de infantería |
| Lancha de desembarco LCM  |        | Estados Unidos | Lancha de desembarco mecanizada    |
| Lancha de desembarco LCT  |        | Estados Unidos | Lancha de desembarco de tanques    |
| Lancha de desembarco LCVP |        | Estados Unidos | LCVP                               |

### Morteros
| Nombre                   | Origen         | Tipo     | Fabricante                 | Calibre  |
| Morteros                 | Morteros       | Morteros | Morteros                   | Morteros |
| ------------------------ | -------------- | -------- | -------------------------- | -------- |
| Brandt Mle 27/31         | Francia        | Mortero  | Ejército de Tierra francés | 81 mm    |
| Mortero M1               | Estados Unidos | Mortero  | Watervliet Arsenal         | 81 mm    |
| Brandt Mle 1935          | Francia        | Mortero  | Ejército de Tierra francés | 60.7 mm  |
| Mortero M2               | Estados Unidos | Mortero  | Watervliet Arsenal         | 60 mm    |
| Lance grenades modèle 37 | Francia        | Mortero  | Ejército de Tierra francés | 50 mm    |

### Semiorugas
| Nombre       | Imagen | Origen         | Tipo                                                                                 | Fabricante                                  |
| ------------ | ------ | -------------- | ------------------------------------------------------------------------------------ | ------------------------------------------- |
| Semioruga M2 |        | Estados Unidos | Reconocimiento blindadoSemiorugaTractor de artilleríaTransporte blindado de personal | Autocar CompanyDiamond TWhite Motor Company |

### Tanques
| Nombre      | Imagen | Origen         | Tipo                                 | Fabricante              |
| ----------- | ------ | -------------- | ------------------------------------ | ----------------------- |
| M24 Chaffee |        | Estados Unidos | Reconocimiento blindadoTanque ligero | CadillacMassey Ferguson |